# Полін Грейсія Бірі Мак
Полін Грейсія Бірі Мак (19 грудня 1891 — 22 жовтня 1974) — американський хімік, житловий економіст і адміністратор коледжу. Її дослідження кальцію, харчування, радіації та щільності кісткової тканини розпочалися у 1930-х роках і завершилися роботою в НАСА, коли їй було за сімдесят.

## Молодість й освіта
Полін Бірі народилася в Норборні, штат Міссурі. Вона здобула ступінь хіміка в Міссурійькому університеті (1913). Під час Першої світової війни Бірі викладала природничі науки у середній школі в Міссурі, а потім повернулася до аспірантури. У 1919 році вона здобула ступінь магістра хімії в Колумбійському університеті. У 1932 році, у віці 40 років, Бірі закінчила свою докторську дисертацію в Університет штату Пенсільванія.

## Кар'єра
З 1919 року Полін Бірі викладала хімію по програмі житлової економіки в Університет штату Пенсільванія. У 1941 році її призначили директором Інституту Еллен Г. Річардс при Університеті штату Пенсільванія. У 1950 році Американське хімічне товариство відзначило її роботу з кальцію, харчування та вимірювання щільності кісткової тканини медаллю Френсіса П. Гарвана.
Її основна робота зосереджувалась на дієтології та фізіології, вона також вивчала текстиль, миючи засоби та барвники. Вона була технічним радником Асоціації власників пралень Пенсільванії та допомогла розробити кодекс стандартів Пенсільванської асоціації чистильників і фарбувальників.
Доктор Мак була плідним автором під час роботи в Університеті штату Пенсільванія, зокрема «Chemistry Applied to Home and Economy» (1926), «Stuff: The Science of Materials in the Service of Man» (Нью-Йорк: Appleton, 1930), «Colorfastness of Women's and Children's Wearing-Apparel Fabrics» (Американська асоціація домогосподарства, 1942) і «Calories Make a Difference: Report of Studies on Three Groups of Children» (Фонд дослідження цукру, 1949). Вона також створила та редагувала журнал «Chemistry Leaflet», який видавав Science Service.
У пізні роки вона стала деканом Коледжу домоведення та наук у Техаському державному жіночому коледжі та розробила там надзвичайно добре фінансовану дослідницьку програму, яку поважали, протягом десяти років як адміністратора (1952—1962). У віці 70 років вона пішла з адміністрації, щоб стати керівником досліджень, працюючи в основному на гранти від НАСА, щоб зрозуміти, як невагомість може впливати на щільність кісток. Результатом її роботи стала дієта, яка використовувалася для пом'якшення цих ефектів. Вона була першою жінкою, яка отримала «Срібного Снупі» за професійні досягнення.

## Особисте життя
У грудні 1923 року Полін Бірі вийшла заміж за ботаніка та гравюриста Воррена Браяна Мака. У пари народилося двоє дітей, Оскар й Анна. У 1952 році овдовіла. У 1973 році Полін Бірі Мак припинила дослідження через погіршення здоров'я та померла наступного року у Дентоні, штат Техас.

## Спадщина
Статті Полін Грейсії Бірі Мак знаходяться в Архіві жіночої колекції Техаського жіночого університету, Дентон, штат Техас, і в бібліотеках Університету штату Пенсільванія. Її могила знаходиться в Меморіальному парку округу Сентер у Стейт-коледжі, штат Пенсільванія.